# Slottet Dwasieden

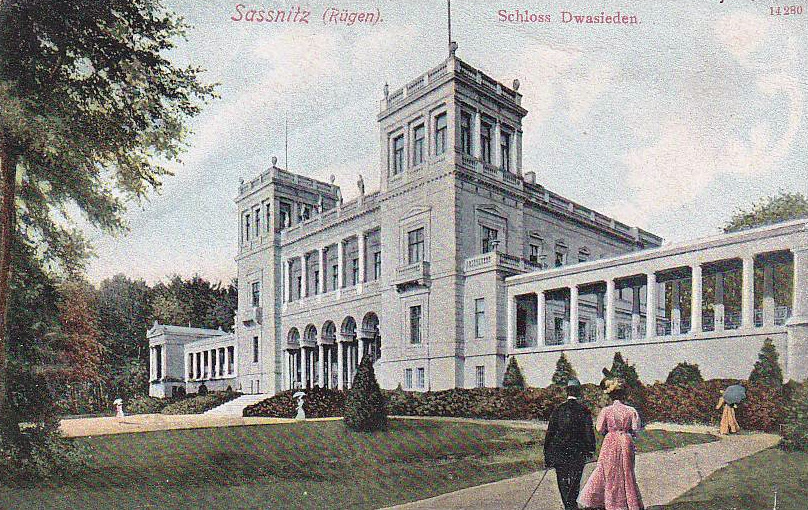
En historisk bild av slottet Dwasieden.

Slottet Dwasieden var ett slott vid Sassnitz på ön Rügen. Av slottet återstår enbart ruiner.
Slottet byggdes under åren 1873 till 1877 på uppdrag av Adolph von Hansemann, som ägde Disconto-Gesellschaft i Berlin och var en av Bismarckstidens rikaste personer.